# Tamara Kamenszain
Tamara Kamenszain (* 9. Februar 1947 in Buenos Aires; † 28. Juli 2021 ebenda) war eine argentinische Dichterin und Essayistin. Von 1965 bis 1970 studierte sie Philosophie an der Universität von Buenos Aires, brach ihr Studium jedoch ab und arbeitete als Journalistin für La Opinión, Revista 2001, Plural und UnoMásUno. Ihre Gedichte, die dem neobarocken Lyriktrend der 1970er Jahre folgen, wurden ins Englische, Französische, Portugiesische, Deutsche und Italienische übersetzt. Kamenszain hat außerdem an der Universität von Buenos Aires Literatur unterrichtet. Weiters lehrte sie an der Universidad Nacional Autónoma de México, am Centro Cultural San Martín sowie am Colegio Argentino de Filosofía (1979–1991). Von 1979 bis 1983 befand sie sich (während der argentinischen Militärdiktatur) im selbst gewählten Exil in Mexiko. 1994 war sie Visiting Professor an der Johns Hopkins University. An der Universidad Nacional de las Artes (UNA) begründete sie einen Studiengang „Kunst des Schreibens“ (Licenciatura en Artes de la Escritura).
Tamara Kamenszain erlag mit 74 Jahren einem Krebsleiden.

## Werke

### Lyrik
- De este lado del mediterráneo. Buenos Aires: Ediciones Noé, 1973.
- Los No. Buenos Aires: Editorial Sudamericana, 1977.
- La Casa Grande. Buenos Aires: Editorial Sudamericana, 1986.
- Vida de living. Buenos Aires: Editorial Sudamericana, 1991. 2. Auflage: Guadalajara: Taller Ditoria, 2012.
- Tango Bar. Buenos Aires: Editorial Sudamericana, 1998.
- El ghetto. Buenos Aires: Editorial Sudamericana, 2003. 2. Auflage: México, D.F.: Proyecto Literal, 2012.
- Solos y solas. Buenos Aires: Lumen, 2005.
- El eco de mi madre. Buenos Aires: Bajo la Luna, 2010. 2. Auflage: Cuenca (Ecuador): De la Lira Ediciones, 2012.
- La novela de la poesía. Poesía reunida. Edición al cuidado de Violeta Kesselman. Prólogo de Enrique Foffani. Buenos Aires: Adriana Hidalgo editora, 2012 (Sammelband)

### Essays
- El texto silencioso. Tradición y vanguardia en la poesía sudamericana. México: U.N.A.M., 1983.
- La edad de la poesía. Rosario: Beatriz Viterbo Editora, 1996.
- Historias de amor y otros ensayos sobre poesía. Buenos Aires: Paidós, 2000.
- La boca del testimonio. Lo que dice la poesía. Buenos Aires: Norma, 2006.
- El libro de los divanes. Buenos Aires: Adriana Hidalgo editora, 2014.
- Una intimidad inofensiva. Los que escriben con lo que hay. Buenos Aires: Eterna Cadencia, 2016.
- El libro de Tamar. Buenos Aires: Eterna Cadencia, 2018.

### Werke in Übersetzung

#### Ins Deutsche
- Fremd in der Familie. Übersetzung von Petra Strien. Zürich: Teamart, 2010.

#### Ins Englische
- Men and Women Alone. Übersetzung von Cecilia Rossi. London: Waterloo Press, 2010.
- The Ghetto. Übersetzung von Seth Michelson. Syracuse, NY.: Point of Contact, 2011.
- The Echo of My Mother. Übersetzung von Cecilia Rossi. London: Waterloo Press, 2012.

#### Ins Portugiesische
- O Ghetto. Übersetzung von Carlito Azevedo und Paloma Vidal. Río de Janeiro: Editorial Inimigo Rumor / Lissabon: Editorial Angelus Novus, 2003.
- Solitários. Übersetzung von Carlito Azevedo. Rio de Janeiro: Editorial 7 Letras.
- O gueto/ O eco da minha mae. Übersetzung von Carlito Azevedo und Paloma Vidal. Río de Janeiro: 7 letras, 2012.

#### Ins Italienische
- L'Eco di mia madre. Übersetzung von Chiara de Luca. Ferrara: Kolibris Edizioni, 2014.

## Auszeichnungen
- Premio de Apoyo a la Producción Poética del Fondo Nacional de las Artes (1972), für De este lado del Mediterráneo
- Finalista Premio Anagrama de Ensayo (1980), für El texto silencioso
- Tercer Premio Nacional de Ensayo der Secretaría de Cultura de la Nación Argentina (1987), für El texto silencioso
- Fellowship in Poetry der John Simon Guggenheim Memorial Foundation (1988–1989)
- Erster Preis für Essayistik der Stadt Buenos Aires (1999), für La edad de la poesía
- Premio Konex, Diploma al Mérito (1994)
- Medalla de Honor Pablo Neruda der chilenischen Regierung (2004)
- Erster Preis für Hispanoamerikanische Poesie des Festival de la Lira (2011), für El eco de mi madre
- Kritikerpreis der Buchmesse von Buenos Aires (2013), für La novela de la poesía
- Premio Konex de Platino de Poesía (2014)
- Premio Honorífico Lezama Lima de Casa de las Américas (Kuba, 2015)